# Красноградский округ
Красноградский округ (укр. Красноградська округа) — единица административного деления Полтавской губернии Украинской ССР, существовавшая в 1923—1925 годах.
Административный центр — город Красноград (б. Константиноград).
Округ образован весной 1923 года в составе Полтавской губернии.

## История
Красноградский округ был образован 7 марта 1923 года.
В этот день 1923 года правительством УССР постановлением Президиума Всеукраинского Центрального Исполнительного Комитета № 315 от 7 марта 1923 г. была принята новая система административного деления территории Украинской Советской Социалистической республики.
Уезды и волости были заменены округами и районами.
Территорию округа составили бывшие 24 волости Красноградского уезда, три волости Змиевского уезда, одна волость Валковского уезда и 9 волостей Новомосковского уезда.
Округ был разделён на 11 районов:
- Великобучко́вский, административный центр — Бучковка;
- Зачепи́ловский, админцентр — Зачепиловка;
- Ка́рловский, админцентр — Карловка (Полтавская область);
- Кегичёвский, админцентр — Кегичёвка;
- Кото́вский, админцентр — Котовка;
- Красногра́дский, админцентр — Красноград;
- Ма́шевский, админцентр — Машевка;
- Нехвороща́нский, админцентр — Нехвороща;
- Руно́вский, админцентр — Руновщина;
- Сахновща́нский либо Сахно́вщинский, админцентр — Сахновщина;
- Старове́ровский. админцентр — Староверовка (Нововодолажский район).

В начале 1925 года из Харьковского округа в Красноградский был передан Николо-Камышеватский район.
3 июня 1925 года Красноградский округ был упразднён.
В июне 1925 года все губернии УССР были упразднены, и округ перешёл в прямое подчинение Украинской ССР (со столицей в Харькове).
Согласно постановлению ВУЦИК от 3 июня 1925 года на основе решения 9-го Всеукраинского съезда Советов было ведено новое территориальное деление на всей территории УССР по принципу трёхстепенной системы управления (без губерний): округ-район-сельсовет
В 1925 Староверовский и часть Кегичёвского районов были переданы в Харьковский округ;
части Зачепиловского, Котовского и Нехворощанского районов — Екатеринославскому округу;
Великобучковский, Карловский, Красноградский, Машевский, Руновский, Сахновщинский, части Зачепиловского, Кегичёвского, Котовского и Нехворощанского — в Полтавский округ.
Красноградский окружной комитет КП(б) Украины с 1923 по 1924 год возглавлял Чувырин, Михаил Евдокимович.

## Исполнительный комитет Красноградского окружного Совета
Председатели окрисполкома:
- 1923—1924 — Огий, Яков Родионович (член партии с 1919; годы жизни 1892—1937).

## Красноградский окружной комитет КП(б)У
Ответственные секретари окркома:
- 1923—1924 — Чувырин, Михаил Евдокимович (1903; 1883—1947).
- Насыров В. М. (.12.1924—.08.1925)

## Красноградский окружной отдел ГПУ
Начальники окротдела ГПУ:
- 1924 — Алёшин И. П.

## Окружная прокуратура
Прокуроры:
- 1923—1924 — Левченко Н. И.